# Nora Berra
Nora Berra (ur. 21 stycznia 1963 w Lyonie) – francuska polityk pochodzenia algierskiego, działaczka samorządowa, sekretarz stanu w rządach François Fillona, posłanka do Parlamentu Europejskiego VII kadencji.

## Życiorys
Urodziła się w rodzinie wielodzietnej, jej ojciec był algierskim wojskowym, uczestnikiem II wojny światowej. Nora Berra studiowała medycynę w Oranie, pracowała w Szpitalu Édouarda Herriota w Lyonie, a także w przedsiębiorstwach farmaceutycznych.
Od 2001 do 2008 była radną Neuville-sur-Saône, następnie zasiadła w radzie miejskiej Lyonu. W czerwcu 2009 objęła stanowisko sekretarza stanu ds. osób starszych (podlegając ministrowi Xavierowi Darcosowi). W listopadzie 2010 przeszła na urząd sekretarza stanu ds. zdrowia, funkcję tę pełniąc do maja 2012.
W wyborach w 2009 z piątego miejsca jednej z list regionalnych Unii na rzecz Ruchu Ludowego została wybrana do Europarlamentu VII kadencji. Nie objęła jednak mandatu (zastąpił ją Michel Dantin), uzyskując nominację do administracji rządowej. Do pracy w PE przeszła 16 czerwca 2012, wstępując do frakcji Europejskiej Partii Ludowej. W PE zasiadała do 2014, w 2015 wybrana w skład rady regionu Owernia-Rodan-Alpy.